# Hermann Theodor Geyler
Hermann Theodor Geyler (Schwarzbach, 15 de enero de 1835 - Fráncfort del Meno, 22 de marzo de 1889) fue un botánico, paleobotánico, algólogo, y micólogo alemán.

## Vida
Era hijo de Hermann Gustav y d'Adelgunde von Schillershausen Schiller. Estudió botánica en Leipzig y Jena y, en 1860, fue galardonado con el doctorado.
Desde 1864 hasta 1867, trabajó en Basilea, Suiza con el botánico suizo Carl Eduard Cramer, un especialista de maderas fósiles.
Más tarde, fue nombrado profesor en el Instituto de Medicina Senckenberg en Frankfurt, cargo que ocupó hasta 1889. En 1871, se casó con Anna Thezresia Krahmer y tuvieron un hijo. Fue segundo director de la  Senckenbergische Naturforschende Gesellschaft  (Sociedad de Historia Natural de Senckenberg) de 1873 a 1875 y de nuevo de 1877 a 1879.
Durante este período, Geyler amplió considerablemente su colección de plantas para incluir más de 4.000 variedades.

## Obra
- Zur Kenntnis der Sphacelarieen, Pringsheim's Jahrbücher für wissenschaftliche Botanik 4, 1865/66
- Über den Gefäßbündelverlauf in den Laubblattregionen der Coniferen, Pringsheim's Jahrbücher für wissenschaftliche Botanik, 6, 1867/68
- Über fossile Pflanzen aus Borneo 84 p. 1875,[4] uno de los primeras obras de plantas fósiles de los trópicos.[1]
- Botanische Mittheilungen. Reimpreso de C. Winter, 17 p. 1881

- La abreviatura «Geyl.» se emplea para indicar a Hermann Theodor Geyler como autoridad en la descripción y clasificación científica de los vegetales.[5]